# 函谷関の戦い (紀元前298年)
函谷関の戦い（かんこくかんのたたかい）は、紀元前298年から紀元前296年に発生した、斉・韓・魏の三国合従軍が秦を攻めた戦い。

## 函谷関の戦い
紀元前299年、秦と趙は盟を組み、斉と断交した。秦の相で斉の公子の孟嘗君は斉に逃避した。
紀元前298年、孟嘗君の指揮下で斉と韓・魏が合従し秦を攻めた。函谷関まで攻め入り、秦軍は函谷関を死守した。
紀元前297年、三国は継続して函谷関を攻めた。
紀元前296年、三国合従軍は函谷関に攻め入り、塩氏城を占領した。秦は合従軍に和を求め、魏に封陵を、韓に武遂を割譲した。
当時、趙と宋と秦は盟を結んでいて、合従軍には加わらなかった。しかし、趙は中山の攻略戦により、秦へ援軍を派遣できなかった。燕は斉に亡国の仇があった。三国合従軍は函谷関の戦い後、斉将の匡章が率いる軍によって、燕軍を大敗させた。楚の懐王が秦に騙され、幽閉されたまま死去した。しかし、紀元前301年に斉・韓・魏の三国合従軍が垂沙の戦いで楚軍を大敗させたため、合従に参加しなかった。
斉は勝利を獲得したが、大きな利益を得ることが出来なかった。韓・魏は秦の恨みを買い、紀元前294年、白起率いる秦軍に伊闕の戦いで大打撃を受けた。